# Phthonosema sinicaria
Phthonosema sinicaria är en fjärilsart som beskrevs av John Henry Leech 1897. Phthonosema sinicaria ingår i släktet Phthonosema och familjen mätare. Inga underarter finns listade i Catalogue of Life.